# Bronze Nazareth
Bronze Nazareth (ur. 8 grudnia 1977 roku jako Justin Cross) – amerykański producent muzyczny i raper powiązany z grupą Wu-Tang Clan.

## Dyskografia
Opracowano na podstawie źródła.
Studyjne
- The Great Migration (2006)
- School for the Blindman (2011)

Mixtape'y
- Thought For Food Vol. 1 (2005)
- Thought For Food Vol. 2 (2008)